# Pleurotus australis
Pleurotus australis, là một loài nấm Agaricales bản địa Australia và New Zealand. Nó mọc trên gỗ mục. Dù về mặt hình thái học tương tự với một số nấm Pleurotus khác, nó đã chứng tỏ là một loài riêng biệt không thể lai tạo.